# Weindorf Koblenz

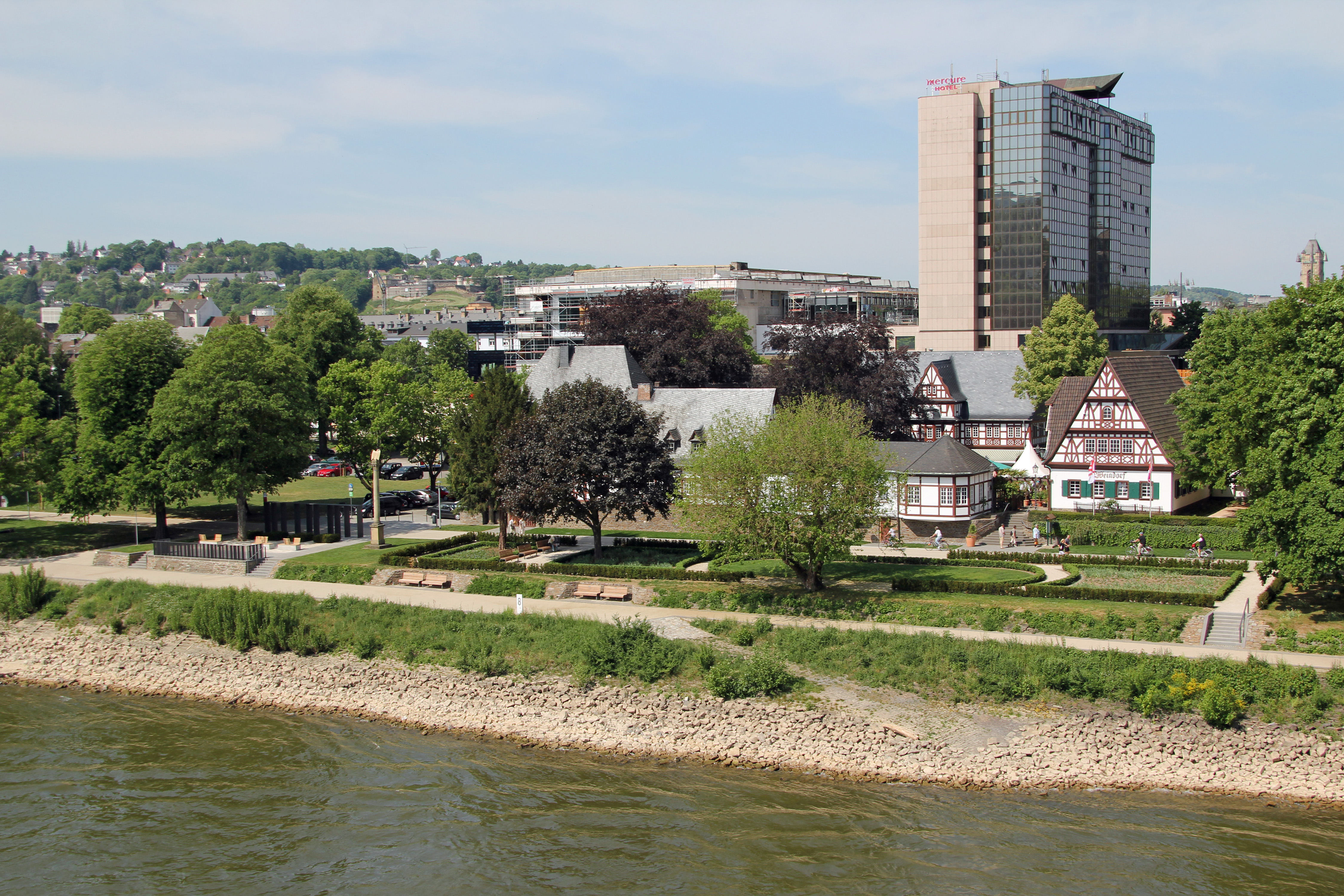
Weindorf Koblenz

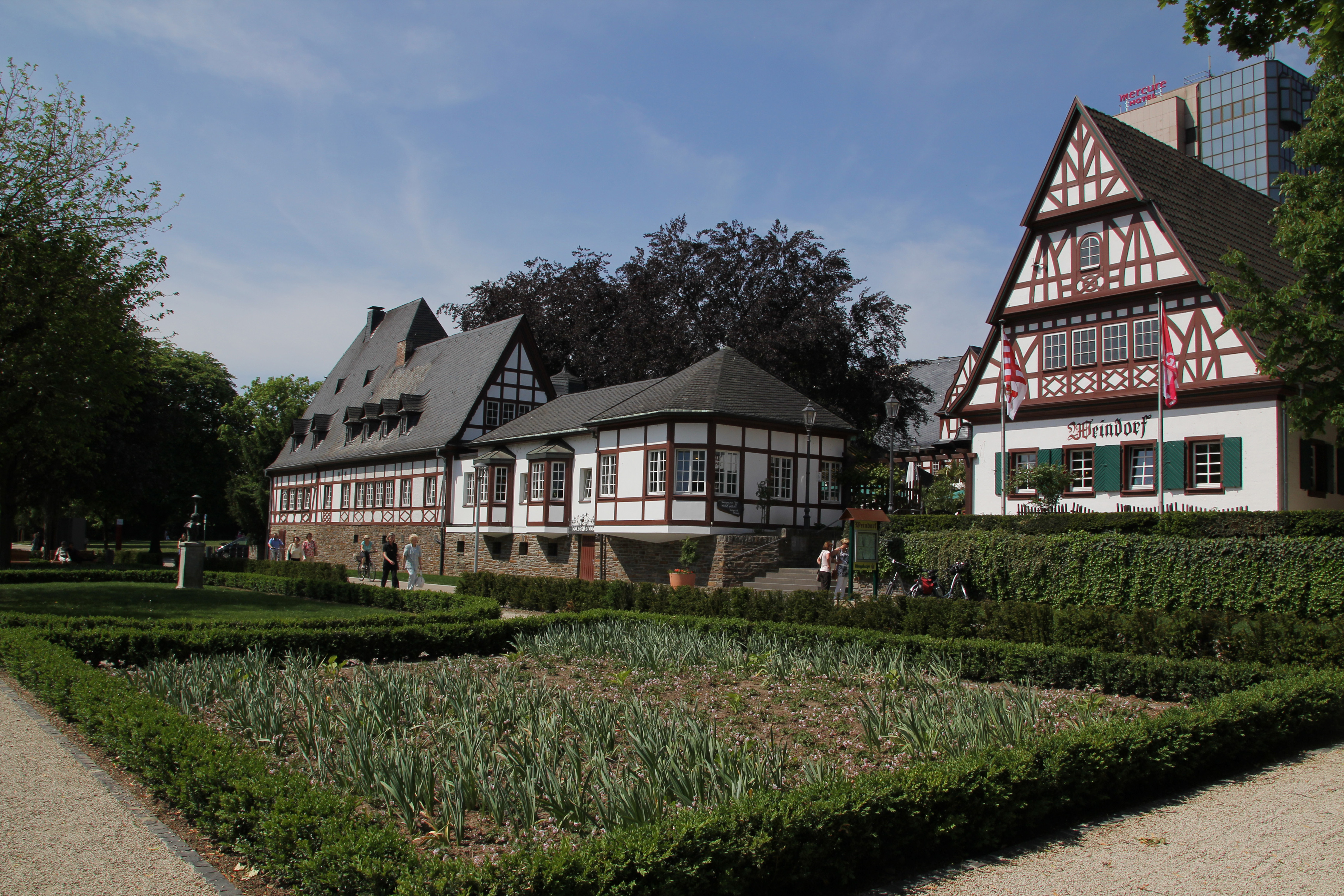
Das Weindorf mit den umgestalteten Rheinanlagen davor

Das Weindorf Koblenz ist ein dörflich gestalteter Gastronomiebetrieb in der Südlichen Vorstadt von Koblenz. Das Weindorf liegt in den Rheinanlagen unweit der Pfaffendorfer Brücke und wurde 1925 zur „Reichsausstellung Deutscher Wein“ errichtet. Betreiber ist die „Weindorf Koblenz GmbH“.

## Geschichte

### Reichsausstellung Deutscher Wein 1925
Die „Reichsausstellung Deutscher Wein“ fand vom 8. August bis 13. September 1925 im Rahmen der Feierlichkeiten zur 1000-Jahr-Feier des Rheinlandes statt. Koblenz wurde als Veranstaltungsort ausgesucht, weil die Stadt in einem Weinbaugebiet liegt und Zentrum des Weinhandels und des Fremdenverkehrs ist.
Das Veranstaltungsgelände mit Ausstellungshallen und -häusern sowie Pavillons folgte einem ausspringenden Winkel entlang der ehemaligen preußischen Stadtbefestigung und erstreckte sich vom heutigen Weindorf bis zur Städtischen Festhalle. Die größte Ausstellungshalle, die Maschinenhalle (auch Rheinhalle genannt), befand sich in der Mitte des Ausstellungsgeländes. Auf der dem Rhein zugewandten Seite schloss sich ein Weindorf, erbaut im Stil von Fachwerkhäusern, an. Hier stellten die einzelnen deutschen Weinbaugebiete und Weinhersteller ihre Weinprodukte vor. Federführend bei der Planung war das Städtische Bauamt unter Rogg & Neumann, der Entwurf der einzelnen Bauten stammte vom Architekturbüro Stähler & Horn. Diese ursprünglich nur für die Dauer der Ausstellung errichteten Gebäude waren so beliebt, dass sie als Touristenattraktion beibehalten wurden.

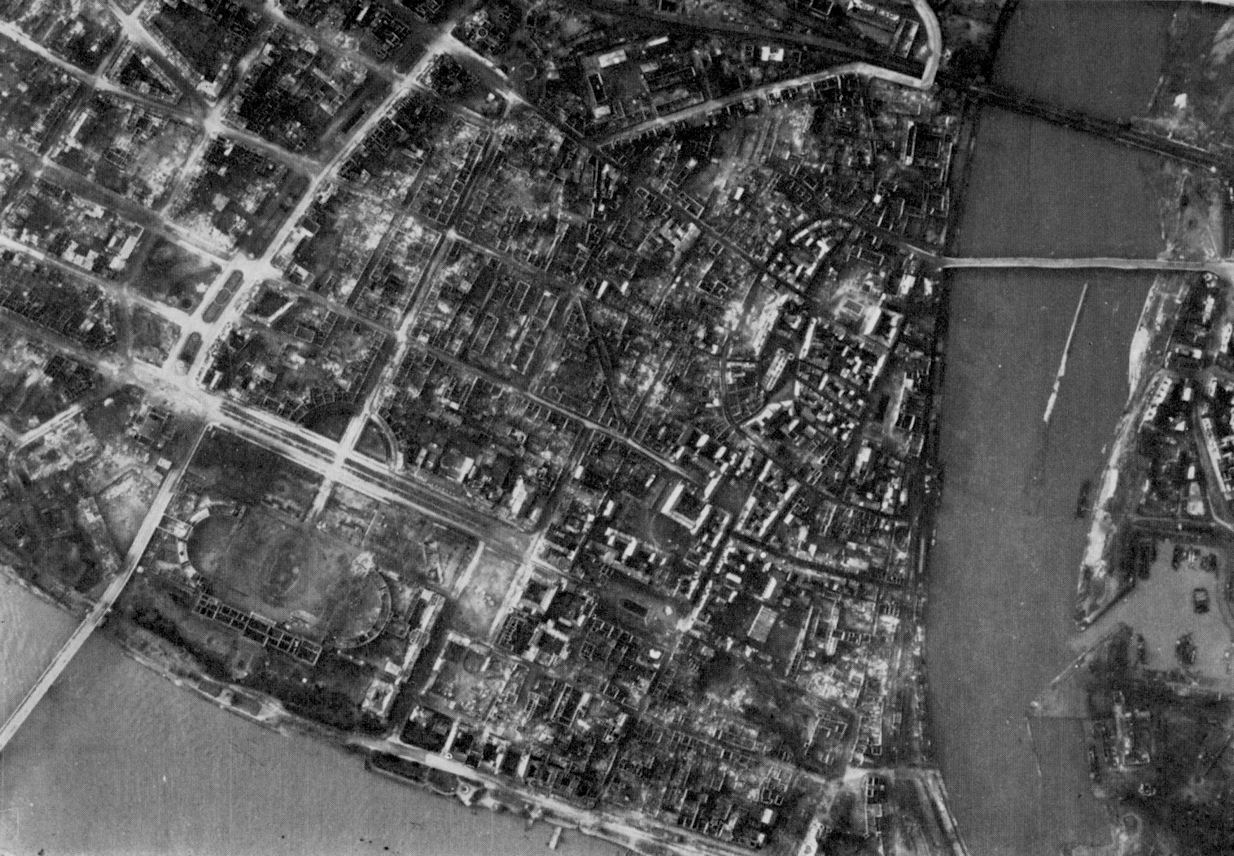
Britische Luftaufklärung nach dem verheerenden Luftangriff auf Koblenz vom 6. November 1944, das Veranstaltungsgelände der Reichsausstellung Deutscher Wein von 1925 (links am Bildrand) liegt in Trümmern

In den ersten Tagen kamen über 20.000 Besucher aus ganz Deutschland. Der damalige Oberbürgermeister Dr. Karl Russell lobte „dieses Dorf, das Coblenz aus dem Alltagsgetriebe heraushebt.“ Reichspräsident Paul von Hindenburg schickte zur Eröffnung und Einweihung am 8. August 1925 ein Glückwunschtelegramm.

### Nach dem Zweiten Weltkrieg
Bei Luftangriffen im Zweiten Weltkrieg wurde 1944 das ehemalige Veranstaltungsgelände der „Reichsausstellung Deutscher Wein“ völlig zerstört. In den folgenden Jahren behalf man sich im Sommer mit einem „Weindorf-Zelt“ neben der zerstörten Festhalle. Wegen seiner überaus hohen Beliebtheit wurden schließlich bis 1951 einige Gebäude am Rhein, das heutige Weindorf, in etwas vereinfachter Form wieder aufgebaut.
Am 10. April 1951 genehmigte die Landwirtschaftskammer Rheinland-Pfalz die Anlage eines kleinen Rebgartens, genannt „Koblenzer Schnorbach-Brückstück“, mit 1500 Rebstöcken hinter dem Weindorf. Benannt wurde er nach dem Oberbürgermeister der Nachkriegszeit Josef Schnorbach. Für den Wiederaufbau und die Erweiterung durch den Rebgarten wurden aus öffentlicher Hand 662.641 DM ausgegeben. Etwa am Ort der zur Reichsausstellung errichteten Rheinhalle entstand 1959–1962 die Rhein-Mosel-Halle. Der Weindorfkomplex wurde 1982 erweitert, in dem man auf der Ostseite am Mittelrheinhaus ein weiteres niedrigeres Gebäude anbaute.

## Bau
Das heutige Weindorf besteht aus vier Gasthäusern, die sich um einen gemeinsamen Hof mit Pavillon, den sogenannten Marktplatz, gruppieren. Sie repräsentieren die verschiedenen westdeutschen Weinbaugebiete und sind dementsprechend in unterschiedlichen Fachwerkformen und Dacheindeckungen erbaut worden. Im Einzelnen sind dies folgende Häuser:
- Haus Mosel, Saar, Ruwer (Westseite)
- Haus Württemberg-Baden (Nordseite)
- Haus Mittelrhein, Ahr, Siebengebirge (Südostseite)
- Haus Pfalz, Nahe, Rheingau (Südwestseite)

Zwischen den beiden letztgenannten Häusern befindet sich auf der Südseite über einer Freitreppe der Haupteingang. Das malerische Bauwerksensemble soll mit seinen steilen Dächern, vorkragenden Giebeln, Krüppelwalmen, Erkern, Arkaden und verschiedenen Fachwerkzierformen ein Gefühl von Heimat, Bodenständigkeit und Gemütlichkeit erzeugen.

## Weinbrunnen

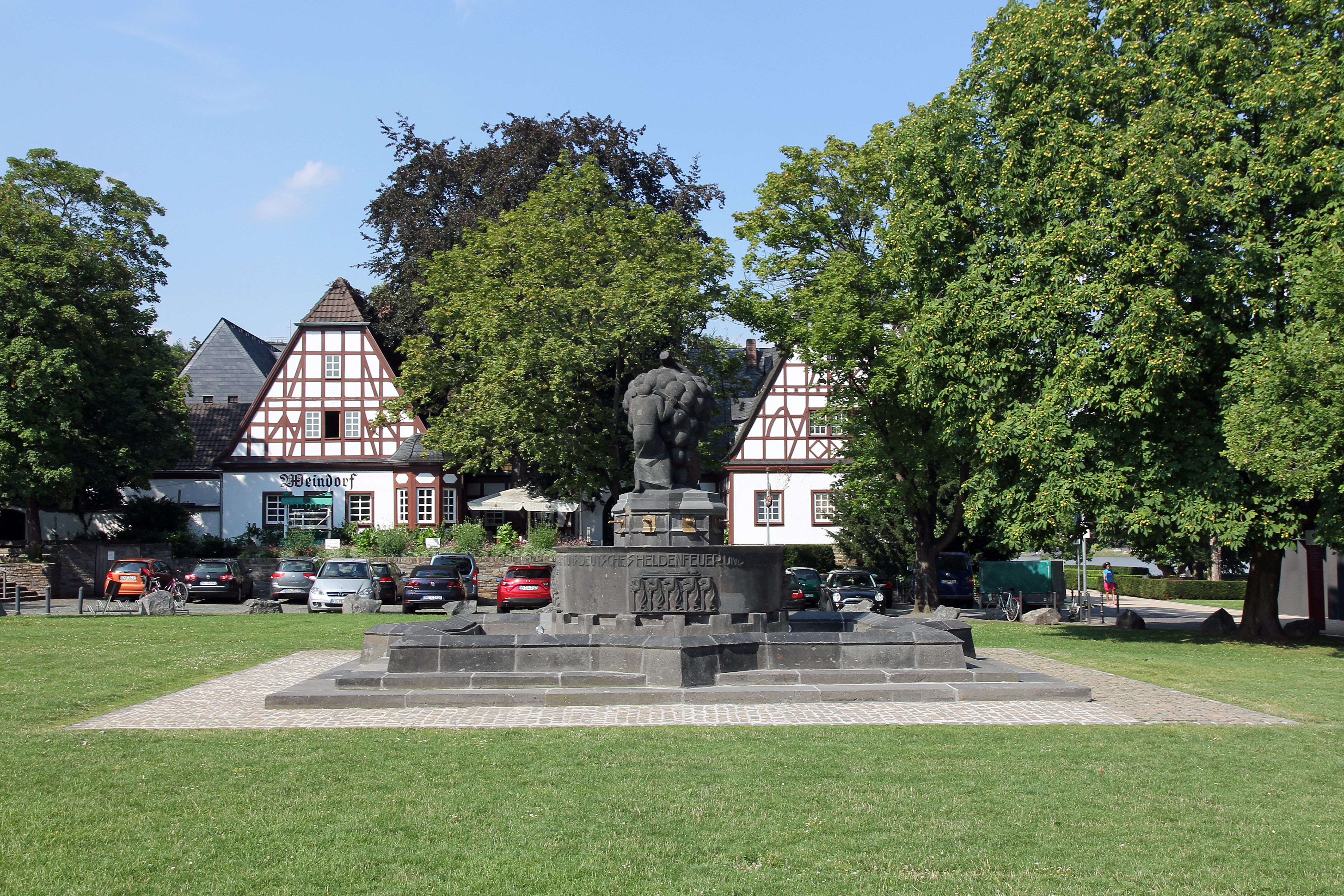
Der Weinbrunnen auf einer Wiese vor dem Weindorf

Aus Anlass der „Reichsausstellung Deutscher Wein“ wurde 1925 im Hof der Rheinhalle in der Mitte des Veranstaltungsgeländes das von Professor Josef Henselmann geschaffene Ehrenmal des Deutschen Weins aufgestellt. Aufgrund der Nacktheit der dargestellten Figuren verursachte es aber heftige Proteste in der Bevölkerung. Es wurde schließlich verhüllt und 1928 ganz entfernt.
Als Ersatz für das Ehrenmal wurde 1928 bei Carl Burger der Weinbrunnen in Auftrag gegeben und an gleicher Stelle aufgestellt. Der nach dem Zweiten Weltkrieg noch vollständig erhaltene Brunnen musste später bei der Enttrümmerung des Geländes dem Neubau der Rhein-Mosel-Halle (1959–1962) weichen. Danach wurden Reste der Skulptur vor dem Weindorf aufgestellt, der Brunnen selbst wurde demontiert und auf einem Bauhof in Niederberg eingelagert.
Der Förderverein Rheinanlagen e. V. betrieb seit 2004 die Wiederaufstellung des vollständigen Weinbrunnens. Dazu wurden die fehlenden Teile des Brunnens gesucht, auf dem Bauhof in Niederberg wiederentdeckt und anschließend einem Restaurator zugeführt. Im Herbst 2013 konnte der Weinbrunnen auf einer Wiese südlich des Weindorfs wiedererrichtet werden, die Einweihung fand am 6. Oktober 2013 statt.

## Weindorf-Bürgermeister

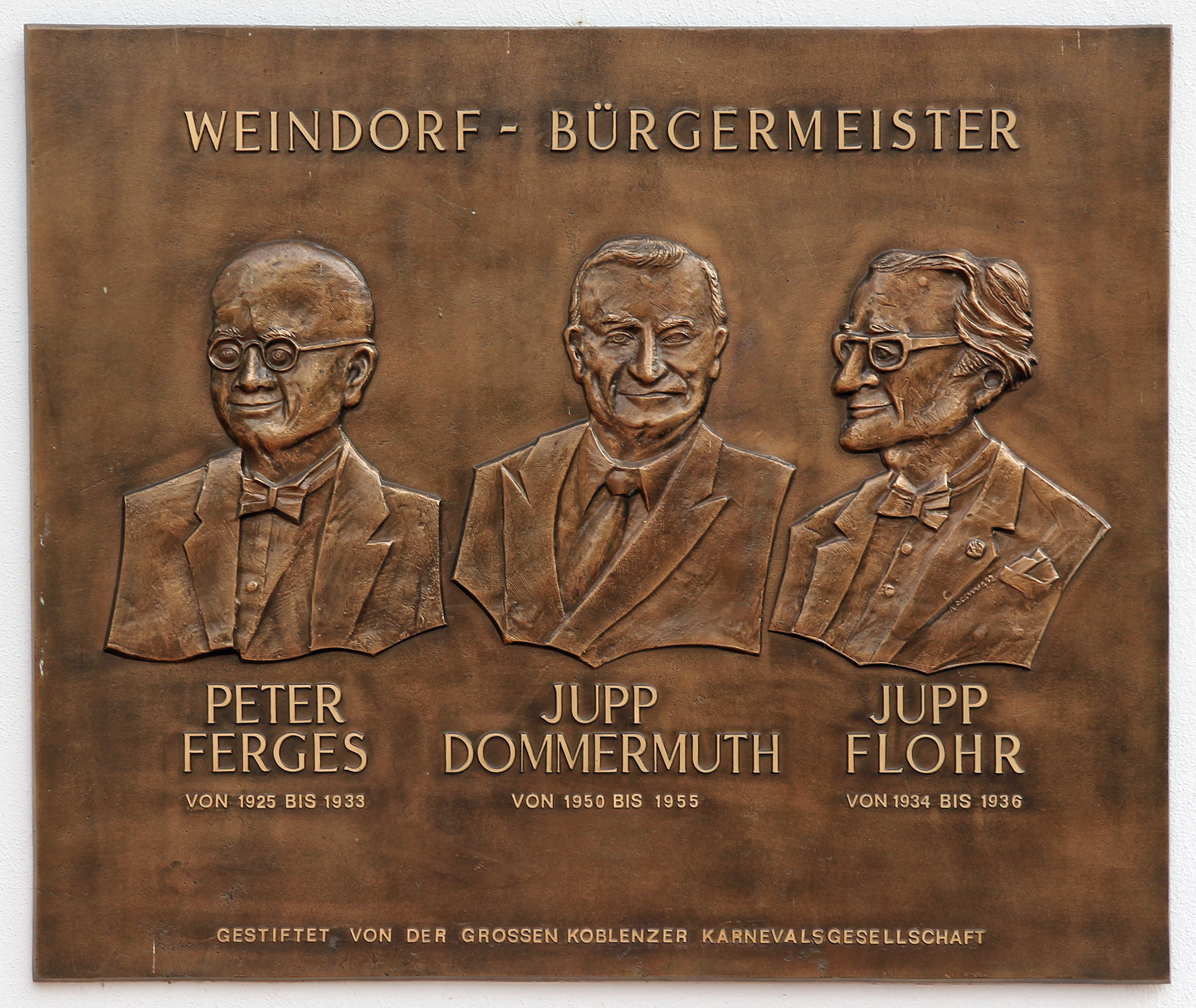
Tafel mit den Weindorf-Bürgermeistern

Von 1925 bis 1955 gab es passend zum Dorfambiente insgesamt drei Bürgermeister:
- Peter Ferges (1925–1933)
- Jupp Flohr (1934–1936)
- Jupp Dommermuth (1950–1955)

Ihre Namen sind zusammen mit ihren „Amtszeiten“ und Porträts auf einer bronzenen Tafel, gestiftet von der Großen Koblenzer Karnevalsgesellschaft, an der Innenseite des Mittelrheinhauses angebracht.

## Denkmalschutz
Das Weindorf ist ein geschütztes Kulturdenkmal nach dem Denkmalschutzgesetz (DSchG) und in der Denkmalliste des Landes Rheinland-Pfalz eingetragen. Es liegt in Koblenz-Südliche Vorstadt in der Julius-Wegeler-Straße 2.
Seit 2002 ist das Weindorf Teil des UNESCO-Welterbes Oberes Mittelrheintal.